# Estudio País Bicentenario
Estudio País Bicentenario fue el nombre de la quinta temporada del programa Estudio País 24, conducido por Juan Alberto Badía y Maby Wells, y la coconducción de Martín Jáuregui, transmitido a través de la TV Pública Digital. Este año, a diferencia de los anteriores, no contó con los 24 representantes de las provincias de la Argentina en el estudio, sino que están en cada una de estas como corresponsales, mostrando diariamente la actualidad, las costumbres, los personajes y la cultura de cada parte de la Argentina.

## Columnistas
Estudio País Bicentenario abordaba distintas temáticas, aprovechando el año del Bicentenario Argentino, por lo que contaba con diversos especialistas, entre los que aparecen:
- Enrique Vázquez: es quien presentó los informes histórico-políticos sobre los antagonismos de la Argentina.
- Mariana Carbajal: temas de sociedad desde el punto de vista de la mujer.
- Eduardo Sacheri: el autor de El secreto de sus ojos presentó informes sobre la historia argentina, que tengan que ver con el Bicentenario de la República, vistas desde lo cotidiano.
- Miguel Ángel Estrella: el embajador argentino ante la UNESCO, fue el que abordó columnas de actualidad cultural.
- Juan Carr: el creador de Red Solidaria, continuó, como en años anteriores, acompañando el programa con campañas solidarias y ayudando a los más necesitados.
- Carlos Furman: el fotógrafo, reconocido a lo largo y a lo ancho de toda la Argentina, ha hecho fotorreportajes a personas destacadas en todo el país.

## Documentales
El programa, tal como lo hizo en ediciones anteriores, mostró informes y mini-reportajes sobre personalidades destacadas de la Argentina denominados Maravillas Naturales, en el que también aparecieron informes sobre grandes obras de infraestructura realizados en el país.

## El Juego del Bicentenario
El Juego del Bicentenario ocupaba la segunda hora del programa, en el que sólo lo conducía Juan Alberto Badía.
El concurso tenía un ganador diario, y, al cabo del mes, 22 participantes competían por el triunfo mensual. Al final del año, se realizó la gran final con los ganadores de cada mes para encontrar al Argentino que más sabe de los últimos 200 años.
El juego es una adaptación del programa de la cadena inglesa BBC This Time Tomorrow, en exclusiva para la televisión argentina.

## Distinciones
Como Estudio País 24:
- Premio El Estibador de Acero, año 2007 - Villa Constitución, Provincia de Santa Fe.
- Premio El Estibador de Acero, año 2008 - Villa Constitución, Provincia de Santa Fe.
- Nominado por APTRA para los Premios Martín Fierro 2008 como Mejor programa de Interés general.
- Nominado por APTRA para los Premios Martín Fierro 2009 como Mejor programa de Interés general.